# Lijn G (metro van New York)
De G Crosstown Local of ook wel lijn G is een metrolijn die onderdeel is van de metro van New York. Op plattegronden, stationsborden en richtingfilms staat de lijn aangegeven in de kleur lichtgroen  omdat de metrolijndienst voor het noordelijk deel van de route gebruikmaakt van het metrolijntraject van de Crosstown Line. Na de koppeling met de Culver Line vervolgt de G-trein zijn traject langs deze lijn.
De G rijdt de hele dag tussen Court Square in Long Island City, Queens en Church Avenue in Kensington, Brooklyn. 's avonds, 's nachts en tijdens weekenden rijdt de G over de Queens Boulevard Line naar 71st Avenue in Forest Hills.
 ·  ·  ·  ·  ·  ·  ·  ·  · 